# Schlacht um Yenangyaung
Japanische Eroberung 1941/42

Bilin – Sittang – Pegu (Taukkyan) – Rangun – Yunnan-Burma-Straße (u.a. Tachiao – Oktwin – Toungoo – Yenangyaung – Lashio I)
1942/43

Burma-Kampagne 1942–1943

Arakan I – The Hump – Chindits
1944

Schlacht um Nordburma und West-Yunnan 1943–1945

Burma-Kampagne 1944

Arakan II – Ha-gō – Lashio II – Sangshak – Myitkyina – U-gō (Imphal – Kohima – Tennisplatz) – Mogaung – Song shan/Huitong-Brücke – Dan-gō
1944/45

Burma-Kampagne 1944–1945

Bhamo – Arakan III (Kangaw und Höhe 170 – Ramree) – Meiktila/Mandalay – Pakokku – Lashio III – Tanlwe Chaung – Operation Dracula – Sittang
Die Schlacht um Yenangyaung fand zwischen dem 18. und 19. April 1942 während des Pazifikkriegs im Zweiten Weltkrieg in Zentralburma statt. Die Schlacht zwischen japanischen, britischen und nationalchinesischen Streitkräften war für die Japaner zwar verlustreich, doch die alliierten Streitkräfte erwiesen sich als zu schwach um die dortigen Ölfelder zu halten und mussten sich nach Norden in Richtung Britisch-Indien zurückziehen.

## Vorgeschichte
Nachdem die japanischen Streitkräfte Rangun am 8. März 1942 eingenommen hatten, stellten sich die Alliierten in Zentralburma neu auf. Das neu gebildete 1. Burma-Korps unter dem Kommando von Generalmajor William Slim bestand aus britischen, indischen und lokal aufgestellten burmesischen Truppen. Das Korps versuchte das Tal des Irrawaddy zu verteidigen, während die Chinese Expeditionary Force unter dem Befehl von Generalleutnant Wei Lihuang die weiter entfernten Flusstäler des Sittang und Salween im Osten verteidigte.
Die chinesischen Generäle fürchteten, nach einem britischen Rückzug aus dem Land würden die japanischen Truppen China durch einen Vorstoß aus Burma angreifen, und somit den seit 1937 andauernden Zweiten Japanisch-Chinesischen Krieg beenden.
Eines der wichtigen Ziele im Tal des Irrawaddy-Flusses war für die Japaner der Ort Yenangyaung mit seinen Ölfeldern. Yenangyaung liegt in Zentralburma, in der Magwe-Region am Irrawaddy. Die Entfernung zur Hauptstadt Rangun beträgt rund 580 Kilometer.
Angesichts der überlegenen japanischen Streitmacht war vorgesehen, dass sich die 1. Burma-Division unter dem Kommando von Generalmajor James Scott in Richtung der indischen Grenze zurückziehen und den Japanern auch den Zugriff auf den Ölfeldkomplex der Burmah Oil Company Ltd. verwehren sollte. Dazu waren die Anlagen in Yenangyaung zu zerstören. Der Kampf um die Ölfelder begann am 10. April und dauerte eine Woche. Die Japaner griffen nachts in einem Sturm die britischen Truppen an und wurden unter schweren Verlusten zurückgeschlagen. Zwischen dem 13. und 17. April fielen die Briten aber unter den Angriffen der Japaner zurück. Die Yenangyaung-Ölfelder wurden am 15. April auf Befehl von General Slim niedergebrannt.
Was General Slim nicht bewusst war, war die Tatsache, dass das japanische 214. Regiment unter dem Befehl von Colonel Takanobu Sakuma mit Artillerieunterstützung die 1. Burma-Division umgangen und sich nördlich von Yenangyaung rund um die Furt des Flusses Pin Chaung niedergelassen hatte.
Da die Situation sehr kritisch wurde, bat der Kommandeur der burmesischen Armee, General Sir Harold Alexander, den US-Kommandeur des Kriegsschauplatz China-Burma-Indien und Stabschef von Generalissimus Chiang Kai-shek, Generalleutnant Joseph W. Stilwell, um die sofortige Genehmigung die chinesische 38. Division unter Generalmajor Sun Li-jen und die chinesische 66. Armee unter Generalleutnant Ch'en Ch'eng aus dem Sittang-Flusstal in das Yenangyaung-Gebiet des Irrawaddy-Flusstals zu verlegen.

## Die Schlacht
Am 16. April wurden fast 7.000 britische Soldaten zusammen mit 500 Gefangenen und Zivilisten von einer gleichen Anzahl von Männern der japanischen 33. Division unter Generalleutnant Shōzō Sakurai und der 15. Armee unter Generalleutnant Iida Shōjirō bei Yenangyaung eingekesselt. Gegen Mitternacht des 16. auf den 17. April griffen die Japaner die sich zurückziehenden Teile der Briten an und blockierten sie, wobei sich der Hauptteil der britischen Einheiten etwa 20 Kilometer südlich befand.

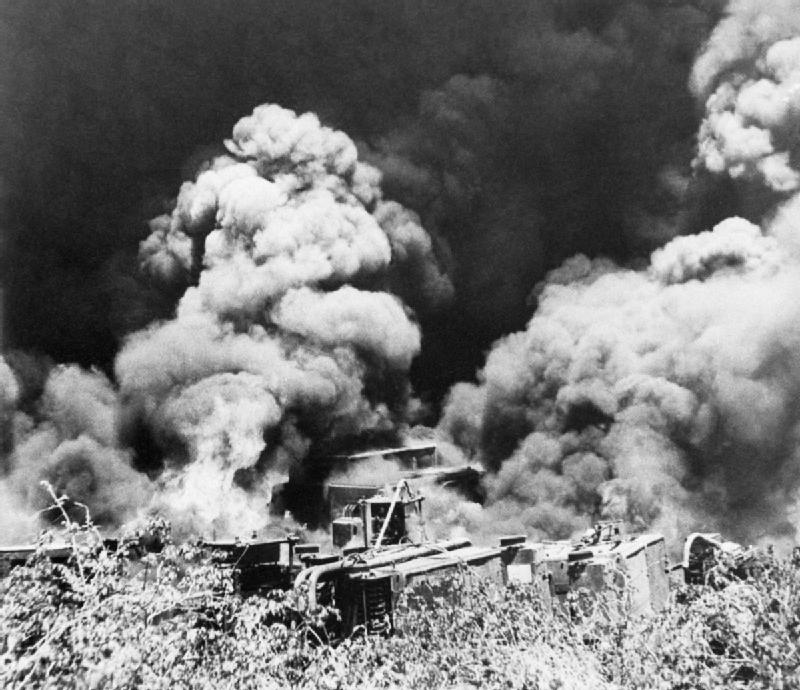
Britische Truppen zerstörten am 16. April 1942 Ausrüstung und Maschinen auf den Yenangyaung-Ölfeldern in Burma, bevor sie sich zurückzogen

Am Abend des 17. April erhielten die Briten Befehle für den Angriff am folgenden Tag, um die japanischen Stellungen in der Stadt zu umgehen und einen Ausbruch nach Norden zu versuchen. Die chinesische 38. Division näherte sich von Norden und überquerte am nächsten Tag den Pin Chaung, um die Japaner anzugreifen.
Früh am Morgen des 18. April um 6:00 Uhr rückte die Indische 13. Brigade mit den Punjabis und Gharwalis an der Spitze und den irischen Inniskillings in Reserve an die Startlinie zum Angriff. Das endgültige Ziel war ein Bergrücken, der eine Umgehungsstraße aus der Stadt führte und sich in der Nähe der anrückenden chinesischen Streitmacht befand. Nach Einnahme des ersten Hügels stießen die Alliierten gegen 13:00 Uhr auf den ersten Widerstand der Japaner. Erst nah Eingreifen der Reserve konnte der Angriff weiter geführt werden. Es wurde etwas Boden gewonnen, aber aufgrund der dichten Vegetation und eines besetzten japanischen Stützpunktes wurde die Lage unübersichtlich. Der Kontakt zur rechten Flanke ging verloren. Zudem kam es zu einer Begegnung mit vermeintlich chinesischen Verbündeten, die sich kurz darauf als Japaner entpuppten. Die Japaner begannen mit einem Bajonettangriff auf die Briten. Einige konnten fliehen, aber diejenigen, die nicht getötet wurden oder denen die Flucht nicht gelang, wurden in das angegriffene Dorf gebracht. Dort wurde ihnen alles abgenommen und sie mussten sich ihrer Kleidung entledigen. Anschließend wurden sie im obersten Stockwerk eines Bambushauses festgehalten.
Der Rest der britischen Einheiten hatte von dem Vorfall nichts mitbekommen. Gegen 17:00 Uhr wurden die Überreste des Bataillons innerhalb eines festgelegten Umkreises neu organisiert, um Nahrung und Wasser herbeizuschaffen. Die Briten beklagten neben den Gefangenen drei tote Offiziere und einige der niederen Ränge. Für die Nacht wurde einen Verteidigungsbereich errichtet.

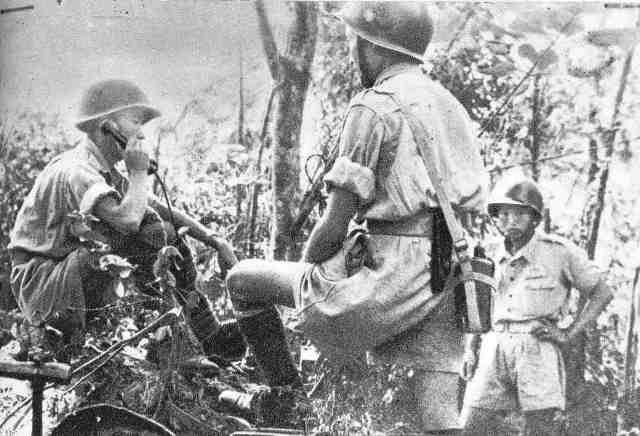
Chinesische Soldaten während der Kommunikation über Funk

Unterdessen fürchtete General Slim, dass seine 1. Burma-Division in eine Falle geraten könnte. Deshalb bat er das chinesische 38. Armeekorps um Hilfe. Sun Li-jen erfragte die Erlaubnis seine gesamte Division zur Rettung der 1. Burma-Division einzusetzen, aber Generalleutnant Lo Cho-ying, der leitende Offizier von Wei Lihuang, lehnte dies ab. So führte Sun Li-jen stattdessen sein 113. Regiment mit lediglich 1121 Soldaten, davon nur 800 Kampfpersonal, in Richtung Yenangyaung. Da die Chinesen weder über Artillerie noch Panzer verfügten, wies Slim der chinesischen Streitmacht die 7. Panzerbrigade unter dem Befehl von Brigadier John Anstice zu. Die Brigade bestand aus zwei Bataillonen leichter Panzer M3 Stuart und einer Batterie Kanonenhaubitzen.
Die Briten lagen unterdessen unter verstärkten japanischen Angriffen mittels Scharfschützen. Die Japaner griffen dann den Bergrücken an, aber die Briten brachten mit Artillerieunterstützung den japanischen Angriff zum Stehen. Die beiden Gegner hatten bisher keinen Kontakt aufgenommen und es war noch immer nichts über sie bekannt.
Die Temperaturen erreichten unterdessen bis zu 46 °C und über dem Schlachtfeld hing eine Rauchwolke aus den brennenden Ölquellen und Raffinerien. Die chinesische 38. Division griff um 8:00 Uhr am Morgen des 19. April Yenangyaung an, doch trotz Fortschritten gab es keinen Kontakt mit der inzwischen erschöpften burmesischen Division. Am Nachmittag erfolgte ein weiterer Angriff mit stetigen Fortschritten, so dass gegen 16:00 Uhr die Japaner nach Süden und Osten zurückfielen. Die chinesischen Truppen erhielten den Befehl alle Japaner im Osten zu umgehen. Nach dem Abbruch des Kontakts erreichten die Überreste des Bataillons nach 18:00 Uhr die Hauptstraße, die von Yenangyaung nach Norden führte.

## Folgen der Schlacht
Nach den Kämpfen am 18. und 19. April bei Yenangyaung wurde Generalmajor Slim befohlen, den Rückzug des 1. Burma-Korps an die indische Grenze fortzusetzen.
Für das 1. Burma-Korps und seinem Kommandanten, Generalmajor William Slim, war die verlorene Schlacht um Yenangyaung ein Desaster. General Sakurais 33. Division hatte einen wertvollen Sieg gegen die Briten errungen. Sein brillanter Plan war aufgegangen und die Briten mussten sich weit nach Norden zurückziehen. Slim machte im Nachhinein das Hauptquartier unter General Sir Harold Alexander dafür verantwortlich sich zu sehr auf die indische 17. Division bei Taungdwingyi konzentriert und seine Truppen bei Yenangyaung daher nicht genügend unterstützt zu haben.